# Carmen Pierri
Carmen Pierri (* 25. Februar 2003 in Salerno) ist eine italienische Popsängerin. Sie gewann 2019 die Castingshow The Voice of Italy.

## Werdegang
Carmen Pierri wurde in Salerno geboren, später zog sie mit ihrer Familie nach Montoro in der Provinz Avellino, wo sie anfing, an kleineren Gesangswettbewerben teilzunehmen. Mit zwölf Jahren begann sie, Gesangs- und Klavierunterricht zu nehmen. Ihr Interesse galt der Soul- und Popmusik. 2019 nahm sie, im Team von Gigi D’Alessio, an der Castingshow The Voice of Italy teil und gewann im Finale mit dem Lied Verso il mare. Pierri war mit 16 Jahren die bis dahin jüngste The-Voice-Siegerin in Italien. Aufgrund ihres Alters durfte sie bei der Bekanntgabe der Siegerin (lange nach Mitternacht) nicht mehr selbst auf der Bühne erscheinen. Kurz nach ihrem The-Voice-Sieg hatte sie auch einen Auftritt bei den Seat Music Awards 2019 in der Arena von Verona.